# Саїд Алі Мохамед
Саїд Алі Мохамед (нар. 1946) — коморський політик, шостий голова уряду Коморських Островів.

## Політична кар'єра
Був членом партії Демократія та оновлення, впродовж деякого часу її очолював. У травні 1993 року уряд Ібрагіма Халіді отримав вотум недовіри та вийшов у відставку. Мохамеду було доручено сформувати новий уряд, який, утім, протримався недовго — вже менш, ніж за місяць президент розпустив парламент і призначив нового прем'єр-міністра.
У жовтні 1995 року отримав пост прем'єр-міністра острова Анжуан, де навіть після офіційної відставки утримував владу в своїх руках.